# Thoosa istriaca
Thoosa istriaca är en svampdjursart som beskrevs av Müller 1979. Thoosa istriaca ingår i släktet Thoosa och familjen borrsvampar.
Artens utbredningsområde är havet utanför Kroatien. Inga underarter finns listade i Catalogue of Life.